# Collins Barracks
Les Collins Barracks  (en irlandais : Dún Uí Choileáin) sont une ancienne caserne militaire située dans la région d'Arbor Hill à Dublin, en Irlande. Les bâtiments sont occupés par le National Museum of Ireland – Decorative Arts and History (en), une subdivision thématique du musée national d'Irlande.
Auparavant, la caserne abritait des garnisons des forces armées britanniques et de l'armée irlandaise et été appelé à l'origine simplement The Barracks puis plus tard The Royal Barracks. Le nom actuel a été pris lors de son transfert à l'État libre d'Irlande en 1922 en hommage à l'homme politique Michael Collins.
Construits en 1710 et notamment agrandi à la fin du XVIIIe siècle, les bâtiments principaux du complexe sont de style néo-classique.